# Speyside
Speyside er et område i regionen Highland i den nordlige Skotland.
Området har fået navnet efter floden Spey.

## Whisky
Speyside bruges som betegnelse for whisky fra dette område, som med ca. 50 whiskydestillerier er det største område for whiskyproduktion i Skotland.
Kendte whiskydestillerier i området:
- Aberlour
- Benriach
- Cragganmore
- Glenlivet
- Glenfiddich